# Eschikofen
Eschikofen è una frazione del comune svizzero di Hüttlingen, nel Canton Turgovia (distretto di Frauenfeld).

## Storia

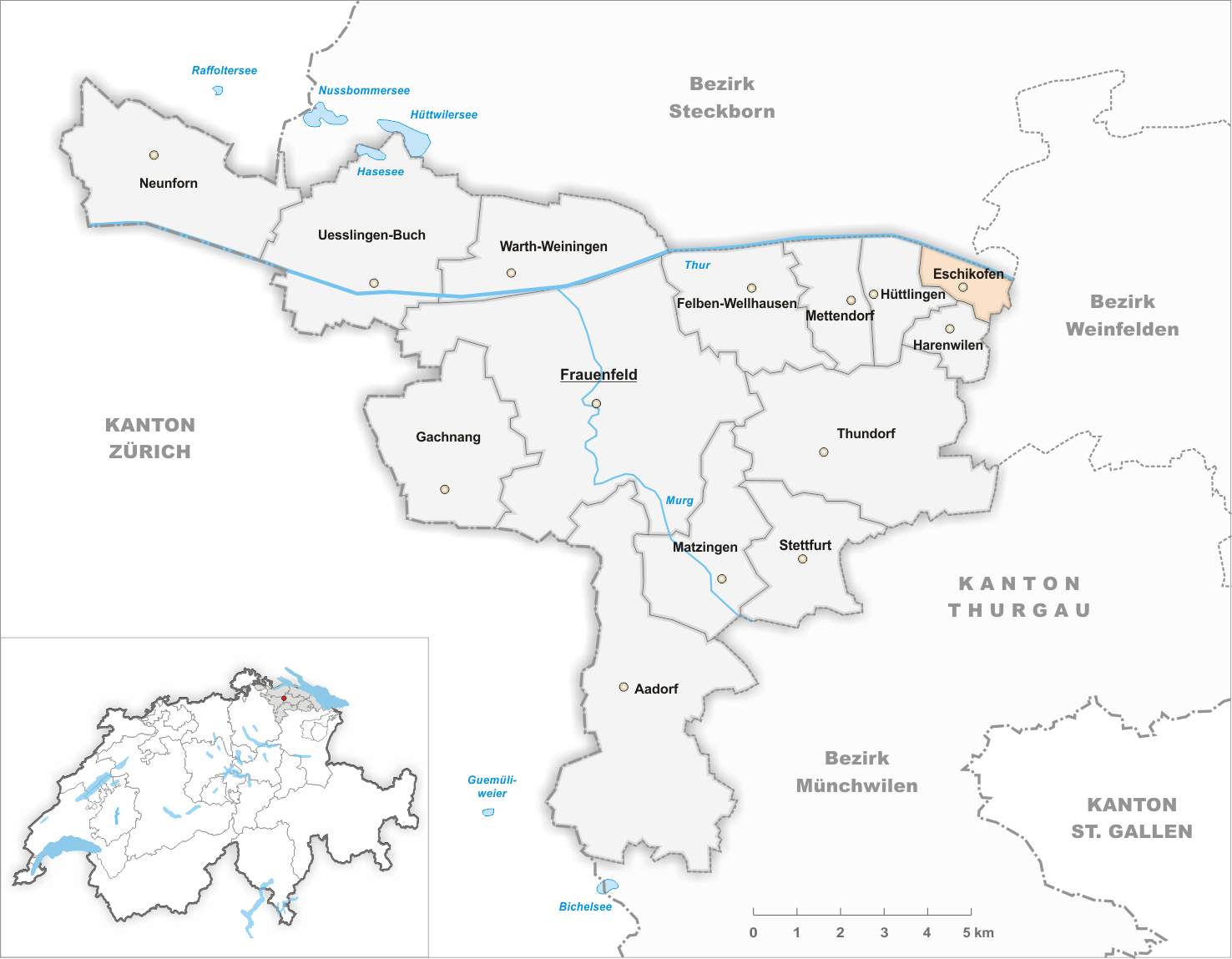
Il territorio del comune di Eschikofen prima degli accorpamenti comunali del 1999

Già comune autonomo (Ortsgemeinde), nel 1999 è stato accorpato al comune di Hüttlingen assieme agli altri comuni soppressi di Harenwilen e Mettendorf.

## Società

### Evoluzione demografica
L'evoluzione demografica è riportata nella seguente tabella:
Abitanti censiti

## Amministrazione
Ogni famiglia originaria del luogo fa parte del cosiddetto comune patriziale e ha la responsabilità della manutenzione di ogni bene ricadente all'interno dei confini della frazione.